# التعليم في إندونيسيا
يندرج نظام التعليم في إندونيسيا تحت مسؤولية وزارة التربية والتعليم والثقافة غير أن المدارس الإسلامية تتبع لوزارة الشؤون الدينية.
وتطبق إندونيسا نظام التعليم الإلزامي الذي ينقسم إلى مرحلتين:
- المرحلة الابتدائية: مدتها ست سنوات.
- المرحلة الثانوية: مدتها ثلاث سنوات.

وينص الدستور على أن التعليم جهد مخطط لإنشاء بيئة الدراسة العملية والتعليمية من أجل تطوير قدرات الطالب ورفع مستواه الديني والروحي، وزيادة الوعي عنده وبناء الشخصية، وكذا تنمية ذكاءه وتقويم السلوك لديه وحثه على الإبداع.
حلّت إندونيسيا في المرتبة 87 فقط (من بين 132 اقتصاد) في تقرير مؤشر الابتكار العالمي لعام 2021، وتقدّمت إلى المرتبة 61 في تقرير مؤشر الابتكار عام 2023، ثم قفزت عدّة مراكز خلال عام 2024 لتصبح في المركز 54.

## التاريخ
- تاريخ الممالك المبكرة

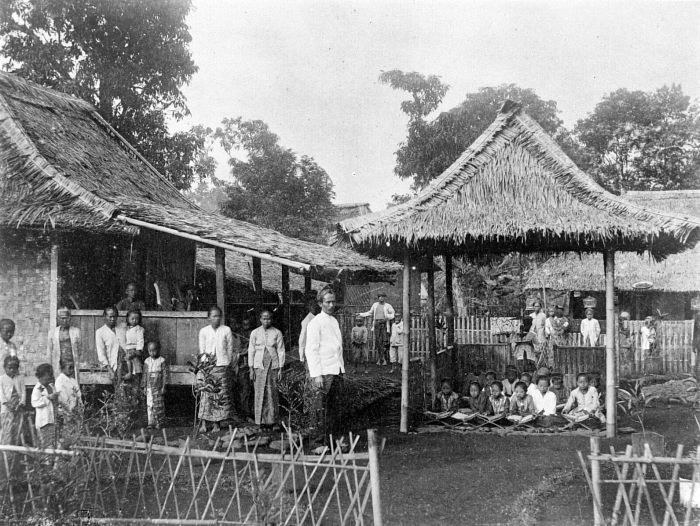
مدرسة خاصة للأطفال " الأصليين " في
الهند الشرقية الهولندية

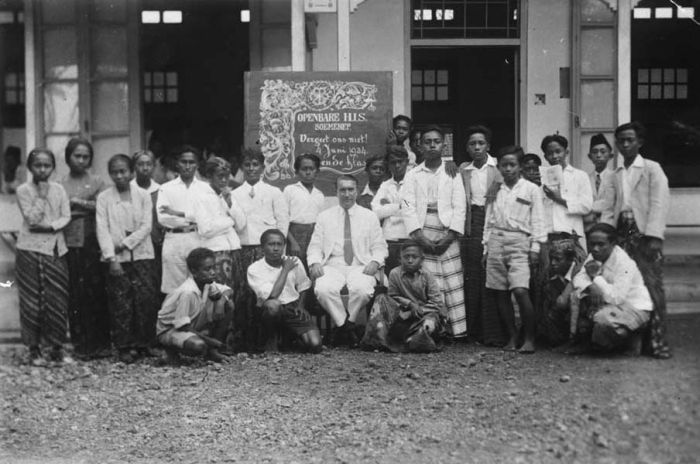
تلاميذ ومعلمي مدرسة هولندية للسكان الأصليين في جزيرة مادورا سنة 1934

ويسمى نظام التعليم في عهد الحضارة الهندوسية البوذية karsyan. Karsyan وهو أسلوب ديني للغاية، يهدف للتقرب للأله.
- عصر الدول الإسلامية

ويلاحظ في ظهور الدولة إسلامية في إندونيسيا ومن قبل التمازج الثقافي بين التقاليد الإسلامية والتقاليد الهندوس والبوذيين. في ذلك الوقت، و pondok هي اسم المدارس الإسلامية الداخلية، وقدم تم إنشاء العديد منها آنذاك.
- عهد الاستعمار

وقدم التعليم الابتدائي من قبل الهولنديين في إندونيسيا خلال الحقبة الاستعمارية. في البداية كانت مخصصة للهولندين ولغيرهم من الأوروبيين.
و في عام 1870، مع انفتاح ونمو السياسات الأخلاقية التي وضعها الهولندي فان ديفينتر تيودور كونراد، تم فتح الأبواب للأندونوسيين في بعض المدارس الهولندية
وقد وضع الهولنديين نظام التعليم الرسمي للسكان المحليين من إندونيسيا، على الرغم من هذا كان مقتصرا على الأطفال ذو امتيازات معينة. كان النظام الذي أدخل مماثل تقريبا للهيكل الحالي، مع المستويات التالية:
- ELS (الهولندية: مدرسة Europeesche Lagere) - المدرسة الابتدائية للأوروبيين
- HIS (الهولندية: مدرسة Hollandsch-Inlandsche) - مدرسة الابتدائية لسكان للالأصليين «الإندونسيين»
- MULO(الهولندية: Uitgebreid Onderwijs) - المرحلة المتوسطة
- AMS (الهولندية: Algeme (ه) مدرسة Middelbare شمال شرق) - المدرسة الثانوية أو الكلية
- HBS (الهولندية: Hogere) - ما قبل الجامعة

وقد دفع التمييز والفصل بسياسات الهولندية في التعليم إلى شخصيات الاندونيسية عدة لبدء لجمعيات التعليمية للسكان المحليين. وقد أسس محمد دحلان
أنشأ الجمعية المحمدية، عام 1912 وتقوم الجمعية في خدمة الأمة بمجال التعليم مثل بناء المدارس والجامعات والمعاهد وكلمة «محمدية» تقصد بها اتباع النبي محمد وقد تم اختيار هذه الكلمة كأسم للجمعية لمعان سامية منها اتباع الهدي المحمدي.وقد اخذت تلك المدارس تتكاثر
بسرعة.
كما أنشأت الحكومة الهولندية الاستعمارية عددا من الجامعات الإندونيسية بجزيرة جاوة، مثل
المدرسة TOT Opleiding فان Inlandsche Artsen أو STOVIA، ومدرسة طبية في باتافيا
- التاريخ الحديث

قد تم إحراز تقدم كبير نحو تحقيق هدف التعليم للجميع منذ عام 1973، وكان ما يقرب من 20 في المئة شباب أميين.في ذلك الوقت، قد اصدر الرئيس سوهارتو أمرا بتخليص أجزاء من عائدات النفط لبناء مدارس أساسية جديدة.أدى هذا العمل في نمو أو إصلاح مرافق المدارس الابتدائية ما يقرب من 40,000 منها وبحلول أواخر 1980، لاحضت معدلات الإلمام بالقراءة والكتابة تحسنا كبيرا على الصعيد الوطني.في 1997-98، خلال الأزمة المالية أثرت على الأسر الأكثر فقرا، مما أدى إلى القطع الانتقائي مرة أخرى على نفقات تعليمهم.و التمويل الحكومي يصارع من أجل مواكبة ارتفاع التكاليف المتزايدة. خلال هذه الفترة، ولكن بحلول عام 2002، وفقا للبنك الدولي، فإن 2٪ فقط من الذين تتراوح أعمارهم بين 15 و 24 أميين، وبحلول عام 2009، فإن معدل محو الأمية للكبار وصلت نسبته 90.4 في المئة.

## السلم التعليمي
تنتهج إندونيسيا النظام التعليمي المتبع في غالبية دول الغرب والشرق، وينقسم إلى المراحل التالية:

### التعليم المبكر (مرحلة رياض الأطفال)
وهو تعليم غير إلزامي موجه للأطفال (مابين سن 4 سنوات إلى 6 سنوات).

### التعليم الأساسي (الابتدائي والثانوي)
ينقسم التعليم الأساسي إلى مرحلتين:
- مرحلة التعليم الابتدائي: وهي إلزامية وموجهة للأطفال المتراوحة أعمارهم (ما بين 6 سنوات و 12 سنة).
- مرحلة الثانوية الدنيا: (وهي ما يعادل في الوطن العربي التعليم الإعدادي)، مدتها ثلاث سنوات؛ تستهدف الأطفال الذين تتراوح أعمارهم (ما بين 12 سنة و15 سنة).[8]
- وينقسم العام الدراسي إلى فصلين دراسيين. الأول يبدأ في شهر يوليو وينتهي في شهر ديسمبر (كانون الأول). والثاني ييدأ في شهر يناير وينتهي في شهر يونيو (حزيران).

### المدارس الإسلامية
يتعلم بالمدارس الإسلامية الداخلية من قبل الشباب الذين يرغبون في فهم مفصل للقرآن واللغة العربية والشريعة، والتقاليد والتاريخ الإسلامي، فضلا عن مواضيع أكثر حداثة مثل اللغة الإنجليزية والرياضيات، والجغرافيا. يمكن للطلاب الدخول والخروج من المدارس الإسلامية الداخلية في أي وقت من السنة غير منتظمة، بعض المدارس الإسلامية الداخلية تؤكد على استقلالية الطلبة في التفكير بأنفسهم لتفسير القران والمعارف الحديثة وبطريقة تتفق مع تعاليم الإسلام.وهناك آخرون أكثر تقليدية والتأكيد على أهمية اتباع حكمة الشيوخ، بما في ذلك تعاليمهم على العلم والدين والحياة الأسرية.على الرغم من أن الهدف الرئيسي من المدارس الإسلامية الداخلية إنتاج مسلمين جيدين.وعلى الرغم من أن التفجيرات الإرهابية في كوتا، بالي، الت أثارت الشكوك في عام 2002 حول ما إذا كان المدارس الإسلامية الداخلية تدعو إلى التطرف، الا ان غالبية هذه المدارس في اندونيسيا معتدلون دينيا، والتي تعكس وجهات نظر السكان الاندونيسية ككل.
ووزارة الشؤون الإسلامية هي من ترأس هذه المدارس.

### التعليم العالي (الأكاديمي)
يتم تصنيف مؤسسات التعليم العالي إلى نوعين: العام والخاص. ويشرف عليها وزارة التربية الوطنية. هناك أربعة أنواع من مؤسسات التعليم العالي: الجامعات والمعاهد والأكاديميات، والمعاهد الفنية.
شهدت المؤسسات في اندونيسيا للتعليم العالي نموا كبيرا منذ الاستقلال.وفي عام 1950 كان هناك 10 مؤسسات من التعليم العالي مع ما مجموعه حوالي 6,500 طالب وطالبة في عام 1970، الحقت 450 مؤسسة خاصة ووصل عدد الطلاب 237,000، بحلول عام 1990 كانت هناك 900 مؤسسة مع حوالي 141,000 من الطلاب ومعلمون ما يقرب من 1.5 مليون نسمة.وبحلول عام 2009 كان هناك 2975 مؤسسات التعليم العالي وارتف نسبة الطلاب لأكثر من 4.2 مليون نسمة.في هذه المؤسسات.
(بالهولندية) Primary education in the Dutch East Indies